# Mistrovství Japonska bez rozdílu vah v judu
Mistrovství Japonska bez rozdílu vah v judu

## Mistři Japonska bez rozdílu vah

### Muži

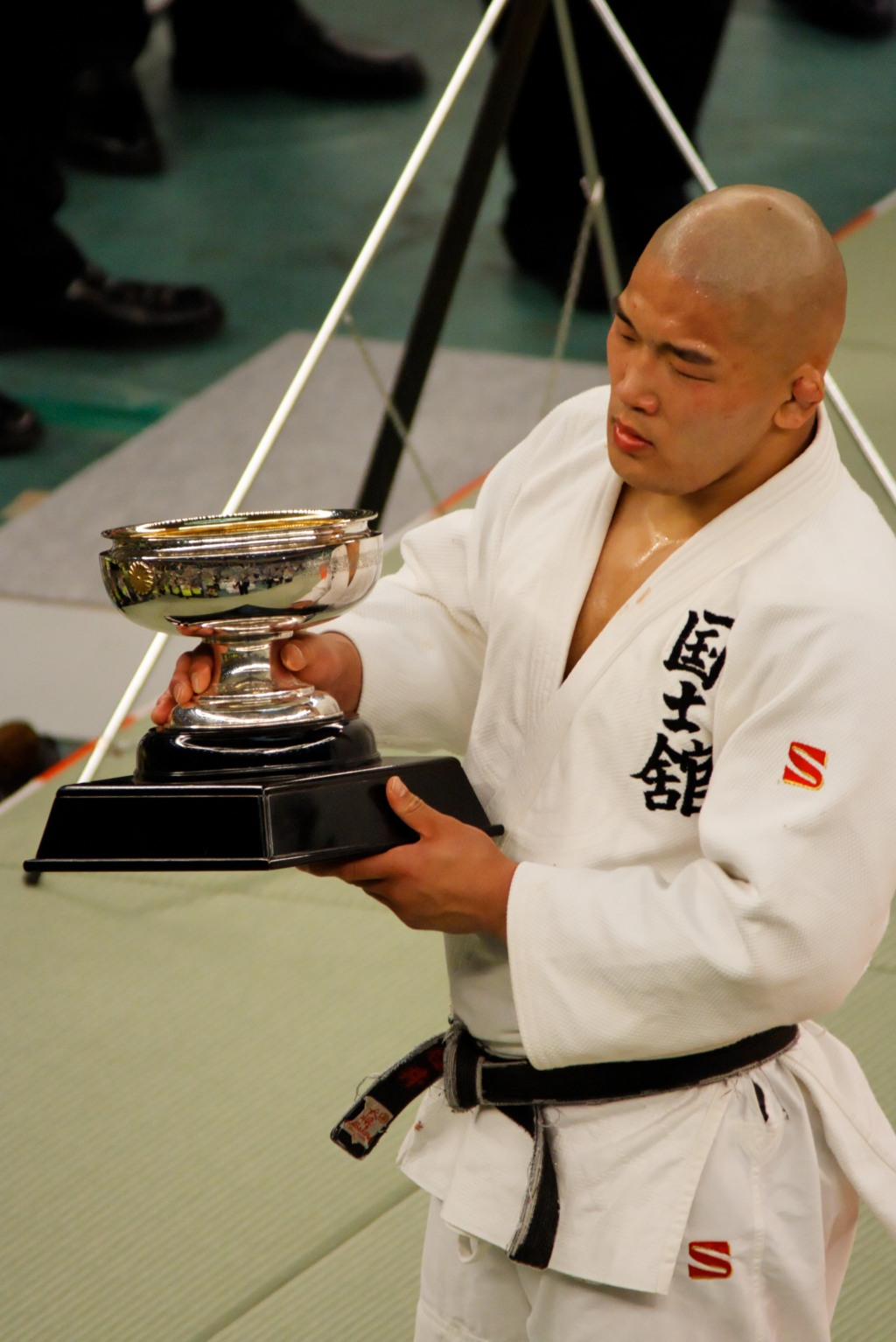
Satoši Išii, 2008

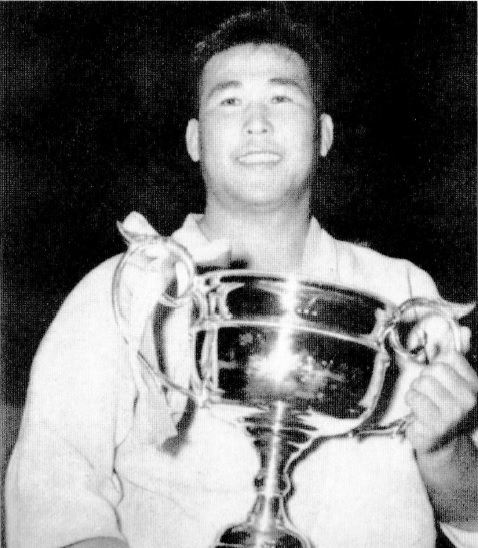
Jošihiko Jošimacu, 1952

| Ročník | Místo                  | Datum           | Držitelé titulu                  | Finalisté         | Semifinalisté                       |
| ------ | ---------------------- | --------------- | -------------------------------- | ----------------- | ----------------------------------- |
| 1948   | Kodokan                | 2. května 1948  | Jasuiči Macumoto                 | Tokudži Itó       | Jošihiko Jošimacu Micuo Kacuki      |
| 1949   | Rjógoku Kokugikan      | 5. května 1949  | Takahiko Išikawa Masahiko Kimura | neudělena         | Toširó Daigo Tokudži Itó            |
| 1950   | Kawaguči               | 5. května 1950  | Takahiko Išikawa                 | Iwao Hirose       | Jasuiči Macumoto Toširó Daigo       |
| 1951   | Rjógoku Kokugikan      | 5. května 1951  | Toširó Daigo                     | Jošihiko Jošimacu | Takahiko Išikawa Teruhisa Hašima    |
| 1952   | Rjógoku Kokugikan      | 18. května 1952 | Jošihiko Jošimacu                | Takahiko Išikawa  | Toširó Daigo Hiroši Jamamoto        |
| 1953   | Rjógoku Kokugikan      | 5. května 1953  | Jošihiko Jošimacu                | Hideo Itó         | Takahiko Išikawa Jasuiči Macumoto   |
| 1954   | Rjógoku Kokugikan      | 5. května 1954  | Toširó Daigo                     | Cuneo Nakamura    | Jošitaka Emoto Šókiči Nacui         |
| 1955   | Kuramae Kokugikan      | 5. května 1955  | Jošihiko Jošimacu                | Šókiči Nacui      | Kódži Sone Kazuhide Tomoniwa        |
| 1956   |                        |                 |                                  |                   |                                     |
| 1957   | Kuramae Kokugikan      | 5. května 1957  | Šókiči Nacui                     | Kódži Sone        | Kimijoši Jamašiki Čikaši Hašimoto   |
| 1958   | Metropolitní gymnázium | 5. května 1958  | Kódži Sone                       | Kimijoši Jamašiki | Júzó Oda Masahide Kawano            |
| 1959   | Metropolitní gymnázium | 5. května 1959  | Isao Inokuma                     | Akio Kaminaga     | Kisaburó Watanabe Akira Takahaši    |
| 1960   | Metropolitní gymnázium | 5. května 1960  | Akio Kaminaga                    | Isao Inokuma      | Júzó Oda Masahiga Šigemacu          |
| 1961   | Metropolitní gymnázium | 30. dubna 1961  | Akio Kaminaga                    | Isao Inokuma      | Hitoši Jamagiši Akio Tanaka         |
| 1962   | Metropolitní gymnázium | 29. dubna 1962  | Jošinori Takeuči                 | Hirojuki Hasegawa | Kazuhisa Sató Micuo Macunaga        |
| 1963   | Metropolitní gymnázium | 29. dubna 1963  | Isao Inokuma                     | Hirojuki Hasegawa | Masahiro Tone Masajoši Murai        |
| 1964   | Metropolitní gymnázium | 26. dubna 1964  | Akio Kaminaga                    | Seidži Sakaguči   | Hirojuki Hasegawa Isao Inokuma      |
| 1965   | Nippon Budókan         | 2. května 1965  | Seidži Sakaguči                  | Takeši Macuzaka   | Takeši Koga Jukio Maeda             |
| 1966   | Nippon Budókan         | 1. května 1966  | Micuo Macunaga                   | Seidži Sakaguči   | Takeši Macuzaka Nobujuki Maedžima   |
| 1967   | Nippon Budókan         | 30. dubna 1967  | Isao Okano                       | Nobujuki Sató     | Kódži Sató Takeši Macuzaka          |
| 1968   | Nippon Budókan         | 29. dubna 1968  | Takeši Macuzaka                  | Isao Okano        | Nobujuki Sató Micuo Macunaga        |
| 1969   | Nippon Budókan         | 27. dubna 1969  | Isao Okano                       | Jukio Maeda       | Masajoši Murai Isamu Sonoda         |
| 1970   | Nippon Budókan         | 29. dubna 1970  | Masatoši Šinomaki                | Cukio Kawahara    | Isamu Sonoda Takuto Anzai           |
| 1971   | Nippon Budókan         | 29. dubna 1971  | Kaneo Iwacuri                    | Nobujuki Sató     | Masajoši Murai Kazuhiro Ninomija    |
| 1972   | Nippon Budókan         | 29. dubna 1972  | Šinobu Sekine                    | Hisakazu Iwata    | Motoki Nišimura Nobujuki Sató       |
| 1973   | Nippon Budókan         | 29. dubna 1973  | Haruki Uemura                    | Čónosuke Takagi   | Šózó Fudžii Micujoši Moroi          |
| 1974   | Nippon Budókan         | 5. května 1974  | Nobujuki Sató                    | Kazuhiro Ninomija | Jošinari Šigemacu Sumio Endó        |
| 1975   | Nippon Budókan         | 29. dubna 1975  | Haruki Uemura                    | Čónosuke Takagi   | Jasuhiro Jamašita Masatoši Šinomaki |
| 1976   | Nippon Budókan         | 29. dubna 1976  | Sumio Endó                       | Takafumi Ueguči   | Čónosuke Takagi Haruki Uemura       |
| 1977   | Nippon Budókan         | 29. dubna 1977  | Jasuhiro Jamašita                | Sumio Endó        | Kazuhiro Ninomija Čónosuke Takagi   |
| 1978   | Nippon Budókan         | 29. dubna 1978  | Jasuhiro Jamašita                | Čónosuke Takagi   | Sumio Endó Cukio Kawahara           |
| 1979   | Nippon Budókan         | 29. dubna 1979  | Jasuhiro Jamašita                | Sumio Endó        | Isao Macui Haruki Uemura            |
| 1980   | Nippon Budókan         | 29. dubna 1980  | Jasuhiro Jamašita                | Sumio Endó        | Isao Macui Cukio Kawahara           |
| 1981   | Nippon Budókan         | 29. dubna 1981  | Jasuhiro Jamašita                | Sumio Endó        | Isao Macui Hideharu Širase          |
| 1982   | Nippon Budókan         | 29. dubna 1982  | Jasuhiro Jamašita                | Isao Macui        | Nobutoši Hikage Hitoši Saitó        |
| 1983   | Nippon Budókan         | 29. dubna 1983  | Jasuhiro Jamašita                | Hitoši Saitó      | Takao Fudžiwara Jošimi Masaki       |
| 1984   | Nippon Budókan         | 29. dubna 1984  | Jasuhiro Jamašita                | Hitoši Saitó      | Isao Macui Jošimi Masaki            |
| 1985   | Nippon Budókan         | 29. dubna 1985  | Jasuhiro Jamašita                | Hitoši Saitó      | Naoki Takijoši Jošimi Masaki        |
| 1986   | Nippon Budókan         | 29. dubna 1986  | Jošimi Masaki                    | Takao Fudžiwara   | Isao Macui Hitoši Saitó             |
| 1987   | Nippon Budókan         | 29. dubna 1987  | Jošimi Masaki                    | Kindžiró Motoja   | Rjúdži Okada Hirotaka Okada         |
| 1988   | Nippon Budókan         | 29. dubna 1988  | Hitoši Saitó                     | Jošimi Masaki     | Naruhisa Mori Akinobu Ósako         |
| 1989   | Nippon Budókan         | 29. dubna 1989  | Naoja Ogawa                      | Hidejuki Sekine   | Naotake Watanabe Minoru Jamamoto    |
| 1990   | Nippon Budókan         | 29. dubna 1990  | Naoja Ogawa                      | Tošihiko Koga     | Kóičiró Mitani Džun Konno           |
| 1991   | Nippon Budókan         | 29. dubna 1991  | Naoja Ogawa                      | Džun Konno        | Hidehiko Jošida Hiroši Nakatani     |
| 1992   | Nippon Budókan         | 29. dubna 1992  | Naoja Ogawa                      | Keidži Ósuki      | Jasuhiro Kai Kóičiró Mitani         |
| 1993   | Nippon Budókan         | 29. dubna 1993  | Naoja Ogawa                      | Džun Konno        | Naoto Jabu Kacujuki Masuči          |
| 1994   | Nippon Budókan         | 29. dubna 1994  | Džun Konno                       | Hidehiko Jošida   | Naoto Jabu Naoja Ogawa              |
| 1995   | Nippon Budókan         | 29. dubna 1995  | Naoja Ogawa                      | Šin’iči Šinohara  | Naoto Jabu Jošio Nakamura           |
| 1996   | Nippon Budókan         | 29. dubna 1996  | Naoja Ogawa                      | Kóičiró Mitani    | Mičiaki Kamoči Norihisa Takemura    |
| 1997   | Nippon Budókan         | 29. dubna 1997  | Džun Konno                       | Tacuhiro Muramoto | Teruja Išida Kacujuki Masuči        |
| 1998   | Nippon Budókan         | 29. dubna 1998  | Šin’iči Šinohara                 | Kósei Inoue       | Jošio Nakamura Kacujuki Masuči      |
| 1999   | Nippon Budókan         | 29. dubna 1999  | Šin’iči Šinohara                 | Jasujuki Muneta   | Tacumi Saruwatari Kóičiró Mitani    |
| 2000   | Nippon Budókan         | 29. dubna 2000  | Šin’iči Šinohara                 | Kósei Inoue       | Jasuhiro Fudžiwara Jošinori Šimode  |
| 2001   | Nippon Budókan         | 29. dubna 2001  | Kósei Inoue                      | Šin’iči Šinohara  | Tacuhiro Muramoto Arata Kodžima     |
| 2002   | Nippon Budókan         | 29. dubna 2002  | Kósei Inoue                      | Jasujuki Muneta   | Tacumi Saruwatari Masahiro Omura    |
| 2003   | Nippon Budókan         | 29. dubna 2003  | Kósei Inoue                      | Keidži Suzuki     | Šin’iči Šinohara Daisuke Mori       |
| 2004   | Nippon Budókan         | 29. dubna 2004  | Keidži Suzuki                    | Kósei Inoue       | Jasujuki Muneta Daisuke Mori        |
| 2005   | Nippon Budókan         | 29. dubna 2005  | Keidži Suzuki                    | Tacuhiro Muramoto | Hidekazu Šóda Jóhei Takai           |
| 2006   | Nippon Budókan         | 29. dubna 2006  | Satoši Išii                      | Keidži Suzuki     | Hiroši Izumi Hidekazu Šóda          |
| 2007   | Nippon Budókan         | 29. dubna 2007  | Keidži Suzuki                    | Satoši Išii       | Šinja Katabuči Kósei Inoue          |
| 2008   | Nippon Budókan         | 29. dubna 2008  | Satoši Išii                      | Keidži Suzuki     | Jóhei Takai Jasujuki Muneta         |
| 2009   | Nippon Budókan         | 29. dubna 2009  | Takamasa Anai                    | Jasujuki Muneta   | Hidekazu Šóda Hiroki Tačijama       |
| 2010   | Nippon Budókan         | 29. dubna 2010  | Kazuhiko Takahaši                | Hiroki Tačijama   | Takamasa Anai Jasujuki Muneta       |
| 2011   | Nippon Budókan         | 29. dubna 2011  | Keidži Suzuki                    | Takamasa Anai     | Akinori Hongó Jóhei Takai           |
| 2012   | Nippon Budókan         | 29. dubna 2012  | Hirotaka Kató                    | Rjúta Išii        | Keidži Suzuki Masaru Momose         |
| 2013   | Nippon Budókan         | 29. dubna 2013  | Takamasa Anai                    | Hisajoši Harasawa | Rjúta Išii Kjóhei Kakita            |
| 2014   | Nippon Budókan         | 29. dubna 2014  | Takeši Odžitani                  | Daiki Kamikawa    | Takanori Nagase Kenta Nišigata      |
| 2015   | Nippon Budókan         | 29. dubna 2015  | Hisajoši Harasawa                | Rjú Šičinohe      | Kenta Nišigata Takeši Odžitani      |
| 2016   | Nippon Budókan         | 29. dubna 2016  | Takeši Odžitani                  | Daiki Kamikawa    | Rjú Šičinohe Hisajoši Harasawa      |
| 2017   | Nippon Budókan         | 29. dubna 2017  | Takeši Odžitani                  | Aaron Wolf        | Rjú Šičinohe Hirotaka Kató          |

### Ženy
| Ročník | Místo                         | Datum          | Držitelky titulu   | Finalistky         | Semifinalistky                       |
| ------ | ----------------------------- | -------------- | ------------------ | ------------------ | ------------------------------------ |
| 1986   | Aičijské gymnázium            | 2. března 1986 | Kaori Hačinoheová  | Nobuko Macumotová  | Hikari Sasakiová Joko Tanabeová      |
| 1987   | Aičijské gymnázium            | 19. dubna 1987 | Joko Tanabeová     | Rjóko Fudžimotová  | Hikari Sasakiová Takako Kobajašiová  |
| 1988   | Aičijské gymnázium            | 17. dubna 1988 | Joko Tanabeová     | Hikari Sasakiová   | Takako Kobajašiová Jóko Sakagamiová  |
| 1989   | Aičijské gymnázium            | 16. dubna 1989 | Joko Tanabeová     | Noriko Macuová     | Miwa Annová Hikari Sasakiová         |
| 1990   | Aičijské gymnázium            | 22. dubna 1990 | Joko Tanabeová     | Takako Kobajašiová | Kaori Suzukiová Džunko Igarašiová    |
| 1991   | Aičijské gymnázium            | 14. dubna 1991 | Joko Tanabeová     | Rjóko Fudžimotová  | Kaori Suzukiová Juriko Fukubaová     |
| 1992   | Aičijské gymnázium            | 19. dubna 1992 | Joko Tanabeová     | Akiko Satóová      | Noriko Macuová Kaori Suzukiová       |
| 1993   | Nagojská sportovní hala       | 18. dubna 1993 | Noriko Annová      | Kaori Suzukiová    | Jukari Asadaová Jóko Sakagamiová     |
| 1994   | Aičijský budókan              | 17. dubna 1994 | Noriko Annová      | Kaori Suzukiová    | Juriko Fukubaová Kimiko Masudaová    |
| 1995   | Aičijský budókan              | 16. dubna 1995 | Noriko Annová      | Jukari Asadaová    | Miho Ninomijaová Juriko Fukubaová    |
| 1996   | Aičijský budókan              | 14. dubna 1996 | Noriko Annová      | Miho Ninomijaová   | Miki Amaová Juriko Fukubaová         |
| 1997   | Aičijský budókan              | 13. dubna 1997 | Miho Ninomijaová   | Noriko Annová      | Majumi Jamašitaová Miki Amaová       |
| 1998   | Aičijský budókan              | 19. dubna 1998 | Miho Ninomijaová   | Masae Uenová       | Megumi Jamamotová Keiko Maedaová     |
| 1999   | Aičijský budókan              | 18. dubna 1999 | Noriko Annová      | Masae Uenová       | Megumi Jamamotová Keiko Maedaová     |
| 2000   | Aičijský budókan              | 23. dubna 2000 | Majumi Jamašitaová | Jukie Kogaová      | Tomoe Nakamuraová Mijuki Kuriharaová |
| 2001   | Aičijský budókan              | 22. dubna 2001 | Midori Šintaniová  | Majumi Jamašitaová | Masae Uenová Maki Cukadaová          |
| 2002   | Aičijský budókan              | 21. dubna 2002 | Maki Cukadaová     | Midori Šintaniová  | Masae Uenová Kei Egučiová            |
| 2003   | Aičijský budókan              | 20. dubna 2003 | Maki Cukadaová     | Ecuko Kondóová     | Haruko Kazatová Naomi Morišimaová    |
| 2004   | Aičijský budókan              | 18. dubna 2004 | Maki Cukadaová     | Midori Šintaniová  | Mizuho Macuzakiová Kei Egučiová      |
| 2005   | Aičijský budókan              | 17. dubna 2005 | Maki Cukadaová     | Midori Šintaniová  | Jošie Kijaová Sae Nakazawaová        |
| 2006   | Tokijský budókan              | 23. dubna 2006 | Maki Cukadaová     | Mai Tatejamaová    | Mika Sugimotová Kumiko Horieová      |
| 2007   | Tokijský budókan              | 22. dubna 2007 | Maki Cukadaová     | Kumiko Horieová    | Mai Tatejamaová Naomi Komakiová      |
| 2008   | Jokohamské kulturní gymnázium | 20. dubna 2008 | Maki Cukadaová     | Midori Šintaniová  | Megumi Tačimotová Mai Tatejamaová    |
| 2009   | Jokohamské kulturní gymnázium | 19. dubna 2009 | Maki Cukadaová     | Sae Nakazawaová    | Mika Sugimotová Júko Imaiová         |
| 2010   | Jokohamské kulturní gymnázium | 18. dubna 2010 | Maki Cukadaová     | Mika Sugimotová    | Mai Tatejamaová Kumiko Horieová      |
| 2011   | Jokohamské kulturní gymnázium | 17. dubna 2011 | Mika Sugimotová    | Kumiko Hagiwaraová | Mai Tatejamaová Kanae Jamabeová      |
| 2012   | Jokohamské kulturní gymnázium | 15. dubna 2012 | Kanae Jamabeová    | Mika Sugimotová    | Mai Tatejamaová Sarah Asahinaová     |
| 2013   | Jokohamské kulturní gymnázium | 21. dubna 2013 | Akari Ogataová     | Megumi Tačimotová  | Kanae Jamabeová Nodoka Širaišiová    |
| 2014   | Jokohamské kulturní gymnázium | 20. dubna 2014 | Kanae Jamabeová    | Megumi Tačimotová  | Suzuka Ičihašiová Tomomi Okamuraová  |
| 2015   | Jokohamské kulturní gymnázium | 19. dubna 2015 | Megumi Tačimotová  | Kanae Jamabeová    | Suzuka Ičihašiová Sara Jamamotová    |
| 2016   | Jokohamské kulturní gymnázium | 17. dubna 2016 | Kanae Jamabeová    | Megumi Tačimotová  | Suzuka Ičihašiová Šiju Umezuová      |
| 2017   | Jokohamské kulturní gymnázium | 16. dubna 2017 | Sarah Asahinová    | Megumi Tačimotová  | Akari Ogataová Rika Takajamaová      |
| 2018   | Jokohamské kulturní gymnázium | 22. dubna 2018 | Akira Soneová      | Wakaba Tomitaová   | Sarah Asahinová Maiko Inoueová       |